# Édouard Saunier
Pour les articles homonymes, voir Saunier (homonymie).
Édouard Maurice Saunier (1884-1918) est un affichiste, dessinateur, illustrateur et peintre français, qui signa également sous le nom de Teddy.

## Biographie
Né à Paris le 16 juin 1884 de Jeanne Singer et de Georges Gaston Saunier, commerçant, Édouard Saunier débute en 1903 comme illustrateur pour les suppléments de L'Assiette au beurre, puis pour Le Tam-tam, L'Indiscret, Le Charivari, Les Hommes du jour, Le Journal pour tous, et fournit des portraits en croquis pour La Revue des beaux-arts,.
Vers 1904, il se lance dans la production d'affiches publicitaires et remporte plusieurs prix. Il réside au 10 rue du Faubourg-Montmartre. Il signe certaines de ses compositions publicitaires « Teddy ».
Entre 1908 et 1914, il présente des toiles au Salon des indépendants,. 
En 1911-1912, il partage un atelier avec Willem van Hasselt au 54 rue Notre-Dame-de-Lorette, et y organise des expositions communes,. Il est possible que les deux amis, fascinés par le sport, soient allés ensemble à Londres.
En 1913, il illustre les premiers ouvrages de Maurice Dekobra, Histoires de brigands et Les mémoires de Rat-de-Cave (Librairie Ambert).
Il épouse le 6 juin 1914 à Nanterre, Blanche Marie Émilienne Gauss.
Mobilisé durant la Première Guerre mondiale comme infirmier-brancardier, il meurt à Paris le 22 novembre 1918 des suites de la grippe espagnole.

## Galerie

Affiches lithographiées de Saunier
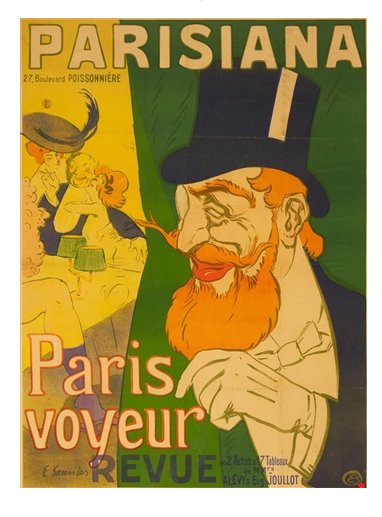
Parisiana Paris Voyeur Revue (vers 1908)
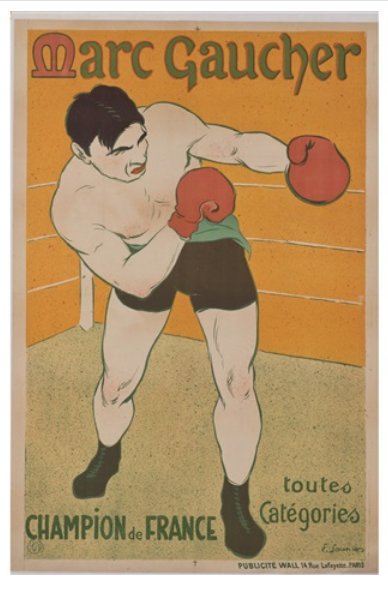
Marc Gaucher champion de France (1908)
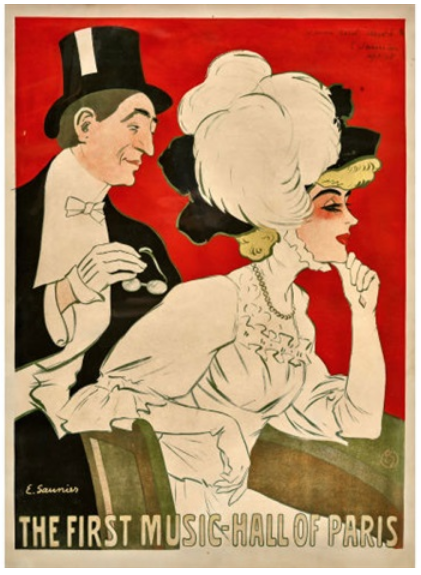
The First Music-Hall of Paris (Folies Bergère, vers 1908)
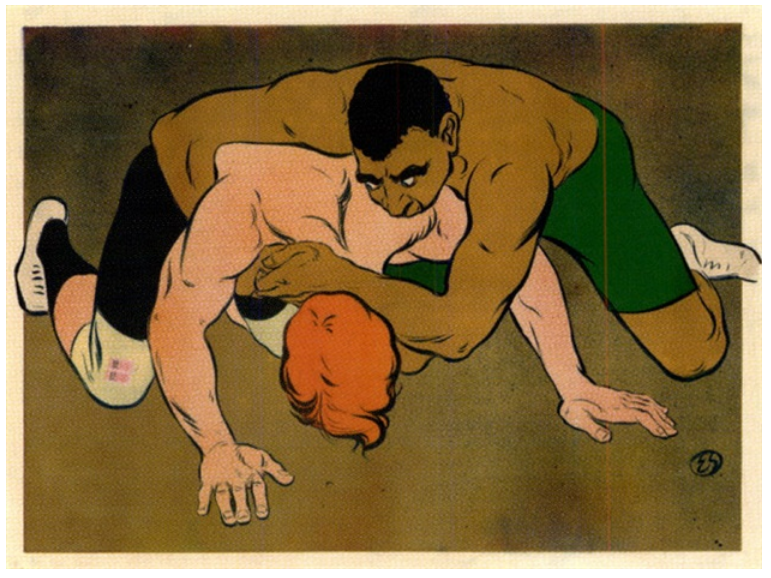
Les Lutteurs (Folies Bergère, avant 1910)
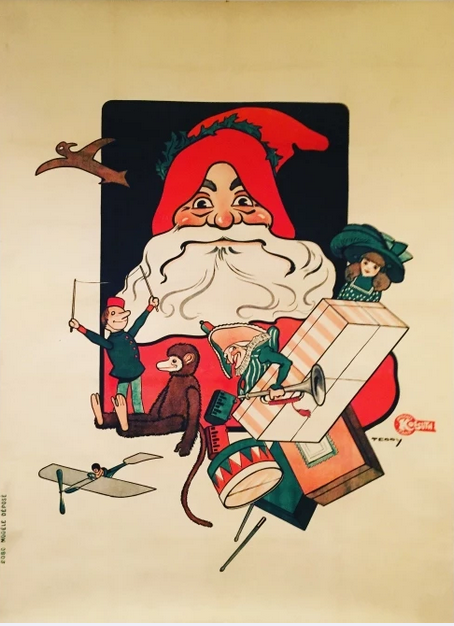
Père Noël (signée Teddy, avant 1915)